# Burrus (Cognomen)
Burrus (altlateinisch „rot“) ist ein römisches Cognomen. Der Name ist eine altlateinische Form des altgriechischen Namens Pyrrhos und hat wahrscheinlich die gleiche Bedeutung (wörtlich „Feuerkopf“, sinngemäß „rothaarig“).

## Namensträger
- Lucius Antistius Burrus, römischer Konsul 181
- Sextus Afranius Burrus, Prätorianerpräfekt unter Kaiser Nero